# Liu Shaomei
Liu Shaomei, född 16 oktober 1963, är en friidrottare från Kina. Hon deltog vid olympiska sommarspelen 1988.